# Зенгиреев, Аполлинарий Алексеевич
Аполлинарий Алексеевич Зенгиреев (1852—1881) — русский медик.

## Биография
Родился в купеческой семье в 1852 году. Учился в 4-й Московской гимназии, затем окончил медицинский факультет Московского университета — с отличием в 1876 году. В следующем году стал ординатором пропедевтической клиники Московского университета, в 1878 году перешёл младшим ординатором военно-временного № 14 госпиталя, в следующем году вернулся в клинику.
В 1880 году за диссертацию «Материалы к изучению физиологического значения мышечного гликогена» (М., 1880) он получил степень доктора медицины, но уже в начале следующего года, 17 февраля скончался и был похоронен на Лазаревском кладбище.
Кроме диссертации, А. А. Зенгирееву принадлежат еще следующие сочинения, напечатанные в «Протоколах Московского медицинского общества»: «Случай органического поражения мозговой коры» (1877), «Краткий очерк некоторых военно-временных госпиталей тыла действующей Дунайской армии» (1879. — № 4), «О судьбе мышечного гликогена» (1879. — № 7) и «Ингаляция бензойнокислого натра при чахотке» (1880. — №№ 7—10).